# Vangunu

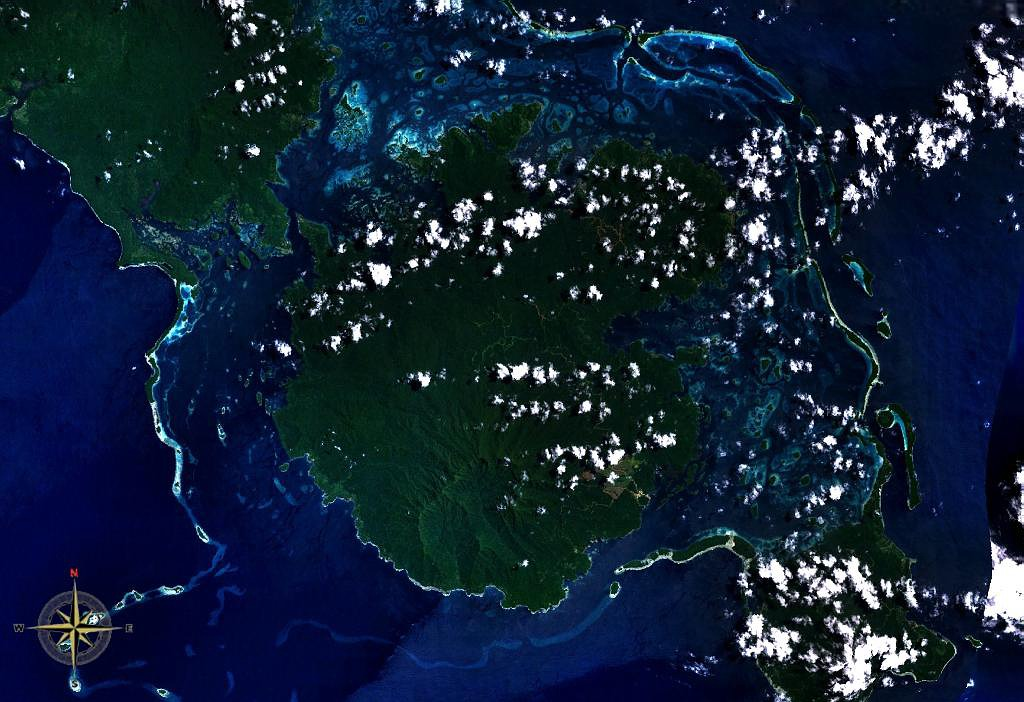
Opname NASA

Vangunu is een eiland in de Salomonseilanden. Het is 543 km² groot en het hoogste punt is 1124 meter.
Ten zuiden van Vangunu, maar nog wel in de Salomonzee ligt de submariene vulkaan de Kavachi.
De volgende vleermuizen komen op Vangunu voor:
- Dobsonia inermis
- Macroglossus minimus
- Melonycteris fardoulisi
- Nyctimene bougainville
- Nyctimene major
- Pteralopex taki
- Pteropus admiralitatum
- Pteropus woodfordi
- Rousettus amplexicaudatus